# Marc Brys
Marc Brys, né le 10 mai 1962 à Anvers, est un entraîneur de football belge.

## Biographie
Il a dirigé les joueurs du Germinal Beerschot (Deuxième division) à deux reprises : de 2003 à 2005 et en 2006-2007.
Par la suite, il signe un contrat de deux ans pour entraîner l'Excelsior Mouscron. Il est cependant limogé de son poste après seulement cinq mois à la tête du club pour résultats médiocre , classé huitième du championnat belge avec 22 points en 16 matchs.
En mai 2010, Marc Brys quitte le FC Den Bosch pour diriger le FC Malines, en Jupiler Pro League donc deuxième division , Il succède à Peter Maes
Après deux ans au FC Malines, il devient l'entraîneur du club arabe Al Faisaly. Fin février 2014, il signe en faveur d'un autre club saoudien, l'Al-Raed.
En avril 2024, La Fédération camerounaise de football, présidée par Samuel Eto’o, conteste sa nomination par le Ministère camerounais des sports comme sélectionneur de l'équipe de football camerounaise car nommé comme choix par défaut car pas cher du tout contrairement à la liste des entraîneurs soumis par Eto'o en premier lieu au ministre. Cette nomination qui ne fait pas l'unanimité aboutit sur un imbroglio qui se poursuit pendant plusieurs mois et qui oppose le ministère des sports, soutien de Marc Brys à la Fecafoot, qui ne veut pas du sélectionneur.

## Affaire Minsep - Fecafoot
Fin mai 2024, une vidéo montre une scène où Marc Brys est malmené par Samuel Eto'o au siège de la Fecafoot alors que Cyrille Tollo, conseiller technique au ministère des Sports, est aussi visé. Ce dernier, porteur d'instructions de son ministre de tutelle, sur la validité de l'unique staff des lions nommé par l'administration camerounaise, est expulsé du siège de la fédération.
Après l'altercation, Marc Brys est démis de ses fonctions par la fédération camerounaise avant même d'avoir pu diriger le moindre match. Le comité exécutif de la Fecafoot nomme un staff par intérim en vue des échéances sportives des lions indomptables de début juin 2024. Martin Ntoungou Mpile est désigné comme entraineur par intérim avec prise de fonction immédiate. La CRTV annonce quant à elle que Marc Brys reste en poste.
Le lendemain, un nouveau rebondissement permet à Marc Brys de conserver son poste : Samuel Eto'o s'excuse publiquement auprès de lui et annonce le maintenir en tant que sélectionneur du Cameroun. En contrepartie, il devra travailler avec le staff nommé par Samuel Eto'o.
En août 2024, trois mois après le dernier épisode opposant Samuel Eto'o à Marc Brys, ce dernier s'exprime au sujet d'Eto'o dans les colonnes du journal belge La dernière heure : « Il a réussi sa carrière de footballeur, mais il a échoué en tant qu’entraîneur, d’entrepreneur et visiblement de dirigeant quand je vois sa façon de faire à la Fécafoot. » Brys accuse Eto'o de « déstabiliser le staff technique » et d’adopter « une attitude hostile ». Quant à son prédécesseur, Rigobert Song, il le qualifie de « girouette qui ne disait rien. Eto’o entrait dans le vestiaire avant le match ou à la mi-temps, changeait l’équipe et les joueurs étaient tyrannisés ».
En juillet 2025, il fini par démissionner de son poste de sélectionneur du Cameroun, pour “non-paiement de sa rémunération et de celle de son personnel depuis plus de 60 jours”.